# San Marino na Letnich Igrzyskach Olimpijskich 1972
Reprezentacja San Marino na Letnich Igrzyskach Olimpijskich 1972 w Monachium składała się z siedmiu sportowców.
Był to trzeci start San Marino jako niepodległego państwa na letnich igrzyskach olimpijskich. Wcześniej startowali w 1960 w Rzymie, i w 1968 w Meksyku.

## Reprezentanci

### Strzelectwo
- Bruno Morri - Rapid fire pistol (47. miejsce).
- Roberto Tamagnini - Rapid fire pistol- Withdrew.
- Italo Casali Small Bore Rifle, Three Positions - (65. miejsce).
- Libero Casali Small Bore Rifle, Three Positions - (68. miejsce).
- Silvano Raganini trap (24. miejsce).
- Guglielmo Giusti trap (43. miejsce).

### Kolarstwo
- Daniele Cesaritti jazda indywidualna na czas mężczyzn (nie ukończył).